# Коллеги (фильм)
«Коллеги» — советский художественный фильм 1962 года, экранизация одноимённой повести В. Аксёнова (1959).

## Сюжет
Трое друзей-выпускников 1-го Ленинградского медицинского института — Саша, Алёша и Владька получают распределение на работу.
Алексей, начав трудиться в карантинной службе международного порта, обнаруживает крупную аферу с заражёнными продуктами питания, но, отказавшись от взятки и не испугавшись угроз, сообщает факты представителям государства.
Александр начинает работать врачом в сельской больнице и очень скоро заслуживает уважение у местных жителей. Молодого доктора полюбила медсестра Даша, которой домогается вор и хулиган Бугров. Бугров, которого Зеленин застаёт при попытке кражи со взломом, наносит Зеленину проникающее ножевое ранение в живот. К счастью, Александра спасают друзья, оказавшиеся рядом, причём оперирует именно Владька, который, таким образом, последним из друзей проходит проверку на прочность.
В сюжетную линию фильма вплетена музыкальная тема песни «Палуба» (музыка Юрия Левитина, слова Геннадия Шпаликова), в оркестровой обработке. Сама песня звучит в исполнении О. Анофриева в одной из заключительных сцен фильма.

## Судьба фильма
Общественная деятельность Василия Аксёнова в 1960-х — 1970-х годах, его близость к диссидентскому движению и последующий вынужденный отъезд в США послужили причиной того, что по указке сверху фильм был как бы «забыт». В советское время его исключительно редко показывали по телевидению, несмотря на тёплые отзывы зрителей, звёздный состав актёров и хорошее качество картины. Вероятно, по той же причине этот фильм не упомянут ни в одной из статей энциклопедического словаря «Кино» (М., «Советская Энциклопедия», 1987. — 640 с.).

## В ролях
- Василий Ливанов — Саша Зеленин
- Василий Лановой — Алексей Максимов
- Олег Анофриев — Владька Карпов
- Нина Шацкая — Инна
- Тамара Сёмина — Даша
- Ростислав Плятт — Дампфер
- Владимир Кашпур — Егоров
- Эдуард Бредун — Фёдор Бугров
- Иван Любезнов — Ярчук
- Лев Поляков — Столбов
- Владимир Марута — Макар Иванович
- Евгения Мельникова — мать Даши